# Сосновський Лев Семенович
Лев Семенович Сосновський (1886, місто Оренбург, тепер Російська Федерація — розстріляний 3 липня 1937, місто Москва) — радянський діяч, журналіст, публіцист, голова Харківського губернського комітету КП(б)У. Член Центральної Контрольної Комісії РКП(б) у 1923—1924 роках.

## Життєпис
Народився в родині відставного кантоніста-єврея. З 1897 року навчався в гімназії та підробляв у палітурній майстерні батька та в його невеликій адвокатській конторі. Потім працював у аптеці в Самарі.
1903 року в Самарі познайомився з людьми, які ввели його до соціал-демократичного гуртка, став читачем ленінської «Іскри». Член РСДРП з 1904 року.
У 1905 році направлений на партійну роботу в Златоуст, але, вже на початку 1906 року, змушений був покинути місто. Перебував в Самарі та в Одесі. Нелегально відправився в морську подорож на іноземному кораблі. В Алжирі втік із судна, працював на тютюновій фабриці, в аптеці. Переїхав до Парижа, де відвідував лекції, диспути, збори профспілок Парижа, потрапив навіть на конгрес профспілок Франції в Ам'єні в 1906 році.
Незабаром повернувся до Росії, організував спілку друкарів у друкарні газети «Туркестанський кур'єр» у Ташкенті, куди він влаштувався набірником. У 1909 році став секретарем профспілок текстильників та шкіряників Москви. У 1909 році заарештований, відданий на службу до російської армії, звідки відкупився в 1910 році.
Працював журналістом газети в Баку. У 1913 році став літпрацівником «Правди», організував робочий журнал «Питання страхування», в якому був секретарем редакції. Восени 1913 року заарештований і до 1916 року відбував заслання в Челябінську. У 1916 році, після закінчення терміну заслання, оселився в Єкатеринбурзі та став членом Єкатеринбурзького губернського та міського комітетів РСДРП(б). З квітня 1917 року — член Уральського обласного комітету РСДРП(б).
У серпні 1917 року обраний головою Уральської обласної ради робітничих депутатів. З жовтня по листопад 1917 року — голова Єкатеринбурзької міської ради Пермської губернії. Наприкінці листопада 1917 року балотувався до Установчих зборів від Пермської губернії та в грудні 1917 року, як обраний депутат, вирушив до Петрограда.
У 1918—1924 роках — член Президії ВЦВК РРФСР. З 1918 року — редактор газети «Беднота».
У вересні 1918 — квітні 1919 року — відповідальний керівник Російського телеграфного агентства при ВЦВК.
З 27 серпня по листопад 1919 року — голова Єкатеринбурзького губернського революційного комітету.
У грудні 1919 — травні 1920 року — голова Харківського губернського комітету КП(б)У.
У 1920—1921 роках — редактор газети «Гудок» у Москві.
У жовтні 1921 — травні 1922 року — завідувач Агітаційно-пропагандистського відділу ЦК РКП(б).
До 1924 року — редактор газети «Беднота». У 1924—1927 роках — в редакції газети «Правда».
Активний діяч «лівої опозиції». У 1927 році виключений із партії. З 1928 року перебував у засланні в Барнаулі. 29 квітня 1929 року заарештований і 24 травня 1929 року засуджений до трьох років ув'язнення. 13 квітня 1932 року засуджений до двох років ув'язнення. відбував термін у Челябінському та Томському політізоляторах.
У 1934 році звільнений, повернувся до Москви, став членом редакційної колегії газети «Соціалістичне землеробство», співпрацював як фейлетоніст в «Известиях». Відновлений у членах ВКП(б) у 1935 році.
23 жовтня 1936 року заарештований органами НКВС. Розстріляний 3 липня 1937 року. Посмертно реабілітований 28 червня 1958 року.